# Дикий Віктор Миколайович
Ві́ктор Микола́йович Ди́кий (* 1979) — військовик Збройних сил України, учасник російсько-української війни. Учасник Ігор нескорених-2020.

## З життєпису
Народився 1979 року в родині Диких Миколи та Валентини у селі Степовому Близнюківського району Харківської області. Від тяжкої хвороби у 1986 році померла мама. Через чотири роки материнське тепло Віктор отримав від Лідії Захарівни Іщенко з Садового — мами трьох дітей. 1990 року Микола та Лідія вже виховували чотирьох дітей. Навчався у Садовській школі Проживає у місті Лиман. Здобув вищу освіту інженера-електромеханіка.
Коли російські військовики почали захоплювати адміністративні будівлі на Донбасі, Віктор намагався через військкомати вступити до лав ЗСУ. Віктор покинув роботу і у липні 2014 року вступив до лав батальйону «Артемівськ». Пройшов двотижневе навчання у Дніпрі. Потрапив у засідку російських військ і був поранений за декілька днів до виходу батальйону з Дебальцевого в лютому 2015-го - кульове і осколочне поранення правої ноги. 30 квітня 2015 року звільнився з рядів «Артемівська». Лікувався в госпіталі і ще довго не міг налаштуватися на мирне життя. Повернутися до звичайного життя допомогло народження донечки Вікторії.
Після поранення зайнявся бігом. Учасник міжнародних і всеукраїнських змагань. У 2020-му пробіг два марафони. На «Іграх Нескорених 2.0» поповнив колекцію медалей золотом та сріблом.
Працює на залізниці; енергодиспетчер на Лиманській дистанції електропостачання Донецької залізниці. З дружиною виховує трьох дітей. Очолює громадську організацію «Спілка воїнів АТО та десантників Лиманщини». Відзначений подякою Донецької ОДА.